# Jan Arnouts
Jan Arnouts (*  11. Mai 1958 in Etten-Leur, Niederlande)  ist ein niederländischer Karambolagespieler in den klassischen Disziplinen, Vizewelt- und Europameister im Cadre, Junioreneuropameister in der Freien Partie und zweifacher Nationalmeister im Dreiband.

## Karriere
Arnouts lernte das Billardspielen als Kind, auf einer Bierkiste stehend, in der Kneipe seines Vaters, danach bekam er Unterricht bei Tony Schrauwen. Von 1985 bis 2004 war er Geschäftsführer eines Pubs/Billardcenters, das er von seinem Vater übernommen hatte und mit seiner Frau Marian am Markt von Etten betrieb, danach wurde er Postbote. Neben Billard ist er Ausdauersportler und läuft den Halbmarathon.
1977 gewann er bereits die erste Junioren-Europameisterschaft in der Freien Partie. 1978 wurde er Dritter der Junioren-EM im Cadre-47/2 und Goldmedaillengewinner ein Jahr später. Er gewann 1980 und 1984 die Niederländische Freie-Partie-Meisterschaft, 1982 und 1984 die Niederländische Meisterschaft im Cadre 47/1, 1981 und 1983 die Niederländische Meisterschaft im Cadre 71/2, 1986 seine erste Niederländische Dreikampf-Meisterschaft (71/2, Einband, Dreiband), 1986 und 1993 die Niederländische Dreiband-Meisterschaft.
Im Mai 1982 wurde Arnouts bei der Cadre-47/1-Weltmeisterschaft in Duisburg Zweiter hinter dem Sieger Francis Connesson aus Frankreich. Bei der Einband-Europameisterschaft 1983 in Madrid gewann Arnouts ebenfalls Silber, hinter dem belgischen Sieger Ludo Dielis. Er gewann 1982 die Cadre-71/2-Europameisterschaft in Marseille. und 1985 das traditionelle Weihnachtsbillardturnier in Zundert.
2012 nahm Arnouts zum 25. Mal in Folge an den niederländischen Dreiband-Meisterschaften teil und reihte sich damit in die Riege großer niederländischer Spieler, wie Jan Sweering (28 Teilnahmen), Herman Popeijus (25), Jan Doggen (25) und Henny de Ruijter (26), ein.

## Ehrungen
In den Jahren 1981, 1982, 1983 und 1985 wurde er zum Sportler des Jahres seiner Heimatstadt Etten-Leur gewählt.

## Erfolge
- Dreikampf-Weltmeisterschaft für Nationalmannschaften:  1993

- Cadre-47/1-Weltmeisterschaft:  1982
- Cadre-71/2-Europameisterschaft:  1982
- Freie-Partie-Europameisterschaft der Junioren:  1977
- Cadre-47/2-Europameisterschaft der Junioren:  1979  1978
- Niederländische Freie-Partie-Meisterschaft:  1980, 1984  1979
- Niederländische Cadre-47/2-Meisterschaft:  1982  1979, 1980, 1985
- Niederländische Cadre-71/2-Meisterschaft:  1981, 1983  1982
- Niederländische Dreikampf-Meisterschaft:  1986  1982, 1984  1983
- Niederländische Einband-Meisterschaft:  1983, 1985  1986, 1987, 1988
- Niederländische Dreiband-Meisterschaft:  1986, 1993  1987  1996, 1997, 1999

Quellen: 